# یانگان، کوئینزلند
یانگان (به انگلیسی: Yangan) یک شهرک در استرالیا است که در کوئینزلند واقع شده‌است.

## تاریخچه
نام یانگان گزارش شده‌است که یک کلمه بومی است به معنای ادامه یا از بین بردن